# عنکبوت خارپای راستین
عنکبوت خارپای راستین (نام علمی: Zora spinimana) نام یک گونه از تیره عنکبوت خارپا است.
ماده‌های این گونه ۵ تا ۷ میلی متر و نرهای این گونه نیز ۴.۵ تا ۵ میلی متر طول دارند. این گونه بیشتر در قلمرو دیرین‌شمالگانی زندگی می‌کند.